# Farley Granger
Farley Earle Granger (1 de julio de 1925 - 27 de marzo de 2011) fue un actor estadounidense. En una carrera que abarca varias décadas, es quizás más conocido por sus dos colaboraciones con Alfred Hitchcock, Rope en 1948 y Strangers on a Train en 1951.

## Primeros años
Granger nació en San José, California, hijo de Eva y Farley Earle Granger.
Su acaudalado padre era dueño de la concesionaria de automóviles Willys-Overland, y la familia frecuentemente pasaba un tiempo en su casa de playa en Capitola. Luego de la crisis de 1929, la familia Granger se vio obligada a vender sus dos casas y la mayoría de sus pertenencias y a mudarse a un departamento encima del negocio familiar, donde estuvieron por los próximos dos años. Como resultado de su retroceso financiero y la pérdida de su situación social, ambos padres comenzaron a beber en exceso. Finalmente el resto de sus bienes fueron rematados para saldar sus deudas, y el padre usó el último auto de su lote para llevar a su familia a Los Ángeles en el medio de la noche.
La familia se instaló en un pequeño departamento en un desastrado lugar de Hollywood, y los padres de Granger tuvieron varios trabajos temporales. Sus excesos alcohólicos aumentaron y la pareja peleaba frecuentemente. Esperando que se convirtiera en bailarín de tap, la madre matriculó a Granger en Ethel Meglin's, la academia de baile y drama donde se iniciaron Judy Garland y Shirley Temple.
El padre de Granger encontró trabajo como empleado en la sucursal de North Hollywood del Departamento de Desarrollo del Empleo, y su salario le permitió dar un pequeño pago inicial para una casa en Studio City, donde su vecino fue el actor y bailarín Donald O'Connor. En la oficina, el padre conoció a Harry Langdon, que recibía su seguro de desempleo, quien le aconsejó llevar a su hijo a un pequeño teatro donde se habían abierto las audiciones para The Wookie, una obra británica donde unos londinenses luchaban por sobrevivir durante la Segunda Guerra Mundial, donde fueron detenidos. El acento cockney de Granger impresionó al director y actuó en varios papeles. Entre la audiencia de la noche de estreno se encontraban el agente de talentos Phil Gersh y Bob McIntyre, director de casting de Samuel Goldwyn. La mañana siguiente Gersh contactó a los padres de Granger y les pidió llevarlo a su oficina esa tarde para discutir sobre el papel de Damian, un adolescente ruso en la película The North Star.
Granger audicionó para el productor Goldwin, la guionista Lillian Hellman y el director Lewis Milestone. Hellman estaba tratando de convencer a Montgomery Clift de dejar la obra de Broadway donde estaba apareciendo, pero cuando sus esfuerzos se volvieron inútiles, el papel le fue entregado a Granger, y Goldwin le hizo un contrató de siete años por 100 dólares a la semana.

## Inicio de su carrera
El departamento de publicidad del estudio estaba preocupado porque la audiencia podía confundir a Farley con el actor británico Stewart Granger, por lo que le sugirieron cambiar su nombre y le ofrecieron una lista de donde elegir. Más tarde Granger recordaba que «los nombres eran todos intercambiables, como Gordon Gregory y Gregory Gordon. Yo no quería cambiarme el nombre. Me gustaba Farley Granger. Era el nombre de mi padre, y el de su abuelo. Me siguieron trayendo nuevas combinaciones, y finalmente ofrecí cambiarlo por Kent Clark. Yo era el único que pensaba que era gracioso». Finalmente el estudio emitió un comunicado de prensa anunciando que Farley Granger, un estudiante de último año del North Hollywood High School, había sido elegido para The North Star después de haber respondido a un anuncio de un periódico local. «Pensé que esa era realmente una historia tonta" [dijo Granger], la verdad era mucho más interesante.»
Hacer la película resultó ser un afortunado comienzo para la carrera de Granger. Disfrutó trabajar con el director Milestone y con sus compañeros de reparto Dana Andrews, Teresa Wright, Walter Brennan y Jane Withers, y durante la filmación conoció al compositor Aaron Copland con quien seguiría siendo amigo durante muchos años. En su estreno, la película fue arrasada por los críticos que trabajaban para los periódicos de propiedad de William Randolph Hearst, un acérrimo anti-comunista que sintió que la cinta era propaganda soviética y nazi.
Para la siguiente película, Granger fue prestado a la 20th Century Fox donde Darryl F. Zanuck lo eligió para The Purple Heart, en la que fue dirigido por Milestone y volvió a coprotagonizar con Dana Andrews. Granger se hizo muy amigo del actor de reparto Sam Levene, un actor judío de Nueva York que lo tomó bajo su protección. También hizo amistad con Roddy McDowall, y en las columnas de chismes y revistas de fanáticos se le vinculó con June Haver.
Al término de The Purple Heart, Granger se alistó en la Armada de los Estados Unidos. Tras pasar por el Cuerpo de Formación de Reclutas que la Armada tenía en Farragut, Idaho, zarpó desde la Isla Treasure en San Francisco hacia Honolulu. Durante los 17 días de travesía sufrió de mareos crónicos y perdió más de 10 kilos, y a su arribo a Hawái fue ingresado al hospital por varios días para que se rehidratase. Como resultado, el resto de su carrera militar lo pasó en tierra, primero asignado a un club de hombres enrolados en Waikiki y luego en una unidad comandada por el actor clásico Maurice Evans, donde tuvo la oportunidad de conocer y mezclarse con los artistas visitantes, tales como Bob Hope, Betty Grable, Hedy Lamarr y Gertrude Lawrence.
Fue durante su periodo naval en Honolulu que Granger tuvo sus primeras experiencias sexuales, una con una chica de un club privado y la otra con un oficial que visitaba el mismo local, ambas en la misma noche. Se sorprendió al descubrir que le atraían por igual hombres y mujeres, y en sus memorias comentó: «Finalmente llegué a la conclusión de que para mí todo lo que había hecho esa noche era tan natural y tan bueno como yo lo sintiera... nunca había sentido la necesidad de pertenecer a alguien exclusivo, autodefinido, o a un grupo en especial... nunca me avergoncé, y nunca sentí la necesidad de explicar o disculparme con nadie por mis relaciones... He amado hombres. He amado mujeres.»
Granger regresó a la vida civil y le encantó descubrir que sus padres habían frenado su alcoholismo y se trataban con más cortesía. Goldwin aumentó su salario semanal a 200 dólares y le regaló un Ford Coupé de 1940. El actor fue presentado a Saul Chaplin y a su esposa Ethyl, quién se convirtió en su mentor de por vida, confidente y mejor amigo. A través de la pareja, Granger conoció a Betty Comden, Adolph Green, Jerome Robbins, Leonard Bernstein y Gene Kelly, quien lo invitó a unirse a sus reuniones de puertas abiertas que incluían a Judy Garland, Lena Horne, Frank Sinatra, Betty Garrett, Johnny Mercer, Harold Arlen y Stanley Donen. El más influyente dentro de sus nuevos conocidos era el director Nicholas Ray, quien incluyó a Granger en su película negra Thieves Like Us. La cinta estaba cerca de terminarse en octubre de 1947 cuando Howard Hughes adquirió RKO Pictures, y el nuevo jefe del estudio la dejó de lado por dos años antes de estrenarla bajo el título de They Live by Night en un solo cine en Londres. Los entusiastas comentarios llevaron a la RKO a estrenarla por fin en Estados Unidos a finales de 1949. Durante los dos años que estuvo en el limbo, había sido presentada numerosas veces en salas privadas, y una de las personas que la vio en ese período fue Alfred Hitchcock, quien estaba preparando Rope.
Granger estaba en Nueva York cuando fue llamado a regresar a Hollywood para discutir sobre Rope con Hitchcock. La noche antes de su reunión inicial, Granger coincidentemente conoció a Arthur Laurents, quien había escrito el guion de la película, que estaba basado en la obra Rope's End, un relato ficticio del caso de asesinato de Leopold y Loeb. No fue sino hasta que comenzó a leer el texto que conectó al autor con el hombre al que había conocido la noche anterior. Granger y Laurents se encontraron nuevamente, Y Laurents invitó al actor a pasar la noche. El declinó, pero cuando el ofrecimiento se extendió nuevamente varios días después, aceptó. Resultó ser el comienzo de una relación amorosa que duró aproximadamente un año y una frecuentemente tempestuosa amistad que se extendió por décadas más allá de su ruptura.
En Rope, Granger y John Dall interpretaban a dos amigos inteligentísimos que cometen un asesinato simplemente para demostrar que pueden salirse con la suya. Los dos personajes y su antiguo profesor, interpretado por James Stewart, se suponía que eran homosexuales, y Granger y Dall discutían el subtexto de sus escenas, pero debido a que la Oficina Hays se mantenía observando detalladamente el proyecto, el texto final fue tan discreto que Laurents nunca supo si Stewart se dio cuenta de que su personaje era homosexual. Hitchcock filmó la película de corrido, en tomas ininterrumpidas de diez minutos, el tiempo que duraba un rollo de película Technicolor. A la larga, la película recibió críticas diversas, aunque la mayoría de los críticos estaban impresionados con Granger, que en los últimos años dijo que se sentía feliz de haber participado en la experiencia, pero se preguntaba «lo que la película hubiera sido si (Hitchcock) la filmaba normalmente» y «si no hubiera tenido que preocuparse por la censura».
Luego de terminar Rope, Goldwin incluyó a Granger, Teresa Wright, David Niven y Evelyn Keyes en Enchantment, que se vio afectada por tener un guion débil y la indiferente dirección de Irving Reis. Fracasó en taquilla, al igual que su próximo proyecto, Roseanna McCoy, durante el cual él y Laurents se separaron. Mientras filmaba Side Street de Anthony Mann en exteriores de Manhattan, Granger se involucró brevemente con Leonard Bernstein, quien lo invitó a unirse en su gira a América del Sur. Mientras Granger terminaba la película, el compositor y director de orquesta se casó con la pianista y actriz chilena Felicia Montealegre. Los dos hombres siguieron siendo amigos hasta la muerte de Bernstein.

## Papeles principales
Las dos siguientes películas de Granger para Goldwin, Edge of Doom y Our Very Own, fueron experiencias laborales desagradables, y el actor se negó a permitir que el productor lo prestara a la Universal Pictures para una saga inferior de la alfombra mágica. Cuando fue suspendido, decidió acompañar a Ethyl Chaplin, que se había separado de su marido, y a su hija a un viaje a París. En el último momento se les unió Arthur Laurents, que se quedó atrás cuando el grupo partió a Londres a ver el estreno del New York City Ballet, que había sido coreografiado por Jerome Robbins. Él y Granger se involucraron en un affair casual hasta que el actor fue llamado para volver a Nueva York para que ayudara a publicitar Our Very Own y Edge of Doom, que recibieron críticas terribles. Goldwin canceló el estreno nacional de la última con la esperanza de agregar escenas cruzadas que cambiaran el enfoque de la película, pero Granger igualmente se negó a promoverla. Suspendido una vez más, partió hacia Europa, donde pasó algún tiempo en Italia, Austria y Alemania con Laurents antes de ser contactado por una próxima película de Alfred Hitchcock.

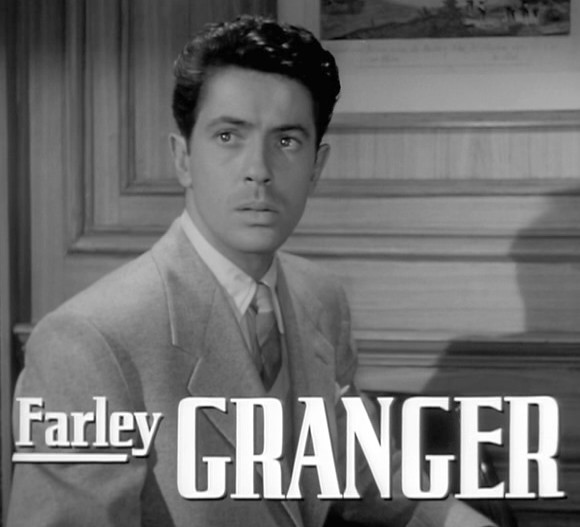
Granger en el tráiler de Strangers on a Train.

El proyecto era Strangers on a Train, en el que Granger fue incluido como el tenista amateur y aspirante a político Guy Haines. Es presentado al psicópata Bruno Anthony, interpretado por Robert Walker, quien sugiere que intercambien asesinatos, con Bruno matando a la esposa y Guy liquidando al padre de Bruno. Al igual que en Rope, había un subtexto homosexual en la relación de los dos hombres, aunque se rebajó el tono de la novela original de Patricia Highsmith. Granger y Walker, a quien su esposa Jennifer Jones había dejado recientemente por David O. Selznick, se convirtieron en amigos cercanos y confidentes durante la filmación, y Granger quedó muy afectado cuando Walker murió por una combinación accidental de alcohol y barbitúricos antes del estreno de la cinta. Resultó ser un éxito de taquilla, el primer gran éxito en la carrera de Granger, y su "más feliz experiencia de trabajo en el cine".
El 31 de diciembre de 1950, Granger acompañó a su amiga Shelley Winters, a la tradicional gala de Nochevieja de Sam Spiegel. La actriz lo tuvo esperando por cerca de dos horas y discutieron mientras se dirigían a la fiesta. Una vez ahí se separaron y Granger conoció a Ava Gardner. Primero fueron a oír a Nat King Cole, que se presentaba en un club nocturno cercano, y luego se fueron a la casa de Granger, donde comenzaron un intenso romance que se prolongó hasta que Gardner comenzó a filmar Show Boat un mes después.
Después de reconciliarse, Granger y Winters fueron a Nueva York, donde asistieron como oyentes al Actors Studio y al Neighborhood Playhouse. Winters se adhirió al "método de actuación", pero Granger sentía que un actor «debía ser fiel al texto, no adaptarlo a una memoria personal de los sentidos», y su desacuerdo suscitaba nuevas discusiones. Su plan de llevar a cabo programas individuales de formación fue interrumpido cuando ambos fueron llamado de vuelta a Hollywood. Goldwin integró a Granger en I Want You, un drama sobre el efecto que tenía la guerra de Corea en una familia estadounidense que aun trataba de recuperarse de la Segunda Guerra Mundial. Granger pensaba que el guion «no sólo era aburrido, sino además anticuado», pero dio la bienvenida a la oportunidad de trabajar con Dana Andrews y Dorothy McGuire. Goldwin esperaba que la película fuera tan exitosa como The Best Years of Our Lives, pero resultó ser tan «tibia y pasada de moda» como temía Granger y, como fue estrenada después que hubieran empezado las negociaciones para el alto el fuego con Corea, ya no era tema, por lo que murió en la taquilla. Sus proyectos siguientes - una intrascendente comedia con Winters llamada Behave Yourself, el segmento The Gift of the Magi en el film antológico O. Henry's Full House, y la película musical Hans Christian Andersen - no tuvieron éxito.
Ansioso por trabajar con Vincente Minnelli, Granger aceptó de buen grado un papel opuesto a Leslie Caron y Ethel Barrymore en Mademoiselle, uno de los tres segmentos en la película de MGM The Story of Three Loves de 1953. El productor de la cinta, Gottfried Reinhardt, también dirigió los otros dos segmentos, y editó sin piedad Mademoiselle para dar a sus historias más tiempo en pantalla. Descontento con la dirección que estaba tomando su carrera, Granger buscó consuelo con Shelley Winters, quien se había separado de Vittorio Gassman, y los dos amigos retomaron su relación amorosa, la que en un punto cercano culminó en matrimonio. Su relación era complicada, pero Granger sentía que «a nosotros nos funcionaba».
El próximo proyecto de Granger fue Small Town Girl, un musical con Jane Powell, Ann Miller y Bobby Van. A su finalización, compró su estreno a Goldwin, una decisión costosa que lo dejó con serias dificultades financieras. Granger estaba decidido a mudarse a Manhattan para estudiar actuación y representación escénica, pero su agente lo convenció a aceptar un papel en Senso, dirigida por Luchino Visconti y coprotagonizada por Alida Valli. La filmación en Italia duró nueve meses, aunque Granger frecuentemente estaba sin hacer nada durante ese período, tiempo libre que le permitió explorar Italia e incluso pasar un largo fin de semana en París, donde tuvo una breve relación con Jean Marais. Durante su estadía en Venecia, Grangre renovó su amistad con Peggy Guggenheim, a quien había conocido en su anterior viaje a Italia con Arthur Laurents, y conoció a Mike Todd, quien lo convenció de hacer un cameo como gondolero en su película Around the World in Eighty Days. Finalmente regresó a Hollywood cansado, pero feliz por la experiencia.
A su regreso a Estados Unidos, Darryl Zanuck le ofreció a Granger un trato por dos películas, en una rápida sucesión hizo The Girl in the Red Velvet Swing, en la que interpretó al magnate Harry Kendall Thaw, y The Naked Street, un melodrama que el actor pensaba que era «sermoneador, trillado y prosaico», aunque acogió la oportunidad de trabajar con Anthony Quinn y Anne Bancroft.
En 1955, Granger se mudó a Nueva York y comenzó a estudiar con Bob Fosse, Gloria Vanderbilt, James Kirkwood y Tom Tryon en una clase dictada por Sandy Meisner en la Neighborhood Playhouse. Durante este período hizo su debut en Broadway en The Carefree Tree, una obra con música basada en una antigua leyenda china. El reparto incluía a Janice Rule como el interés amoroso de Granger, y a Alvin Ailey, Frances Sternhagen, Jerry Stiller y Sada Thompson en papeles de reparto. La obra cerró después de solo 24 presentaciones, pero poco tiempo después de su desaparición Rule se fue a vivir con Granger, y en poco tiempo estaban haciendo planes de matrimonio. Gradualmente se dieron cuenta de que el amor que sus personajes habían sentido en el escenario realmente no se mantenía en la vida real y se separaron, aunque siguieron siendo amigos hasta la muerte de Rule en el 2003.
Con su carrera naufragando, tanto en cine como en teatro, Granger giró hacia la televisión. Protagonizó Beyond This Place, una adaptación de la novela homónima de A. J. Cronin, con Shelley Winters y Peggy Ann Garner, y se unió a Julie Harris para una nueva versión de The Heiress. También tuvo apariciones en episodios de Climax Mystery Theater, Ford Television Theatre, The 20th Century Fox Hour, Robert Montgomery Presents, Playhouse 90, Wagon Train, Kraft Television Theatre, The United States Steel Hour y The Bell Telephone Hour, y en los últimos años en Get Smart, Run for Your Life, Ironside, The Name of the Game y Hawaii Five-O, entre otras.
En 1959, Granger regresó a Broadway como Fitzwilliam Darcy, contrario a Polly Bergen como Elizabeth Bennet en First Impressions, una adaptación musical de Pride and Prejudice dirigida por Abe Burrows. El ensayo en New Haven fue un desastre, y las críticas fueron variadas. Las cosas mejoraron ligeramente durante la temporada de Filadelfia, pero cuando la producción llegó a Nueva York, Bergen (que estaba peleando duramente con la coestrella Hermione Gingold) estaba experimentado serios problemas vocales, y algunas de sus canciones fueron acortadas en cada actuación, creando confusión en el resto del elenco. Solo dos de siete críticos escribieron reseñas favorables, Bergen fue reemplazada por la suplente Ellen Hanley, y el musical cerró en menos de tres meses. Más tarde ese año, Estaba en el elenco de The Warm Peninsula, una obra de Joe Masteroff. Actuaba con Julie Harris, June Havoc y Larry Hagman, recibió buenas críticas y cerró después de solo 86 presentaciones.

## Carrera posterior
Pese a sus tres experiencias infructuosas en Broadway, Granger continuó enfocado en el teatro a principios de la década de 1960. Aceptó una invitación de Eva Le Gallienne de unirse a ella en el National Repertory Theatre. Durante su primera temporada, mientras la compañía estaba en Filadelfia, fue asesinado John F. Kennedy. El presidente había asistido a la noche de inauguración del NRT y a la gala post función en la capital de la nación, así que la noticia golpeó duramente a todos en la compañía. Granger hizo una amistad muy cercana con el supervisor de producción Robert Calhoun, y aunque ambos sintieron una atracción mutua jamás lo discutieron. Esa noche se convirtieron en amantes.
Granger finalmente logró alcanzar cierto éxito en Broadway en obras como The Seagull, The Crucible, The Glass Menagerie y Deathtrap. Protagonizó junto a Barbara Cook una reposición de The King and I en el New York City Center, y en 1979 participó en la producción de la Roundabout Theatre Company de la obra A Month in the Country. En 1986 ganó el Obie Award por su interpretación en la obra Talley & Son de Lanford Wilson.
A principios de la década de 1970, Granger y Calhoun se mudaron a Roma, donde el actor hizo una serie de películas en italiano, siendo la más notable They Call Me Trinity. También apareció en varios seriales televisivos, entre ellos One Life to Live, en el que interpretaba a Will Vernon cosechando una nominación a Mejor Actor Principal en una Serie Dramática en los Premios Daytime Emmy, The Edge of Night, y en As the World Turns, producida por Calhoun. Granger actuó junto a Mario Adorf en la cinta italiana La Polizia chiede aiuto, la que fue dirigida por Massimo Dallamano.
Desde la década de 1990 que Granger ha aparecido en varios documentales hablando de Hollywood en general y de Alfred Hitchcock en particular. En 1995 fue entrevistado en cámara en The Celluloid Closet, hablando acerca de la representación de la homosexualidad en el cine y el uso de subtextos en varias películas, incluyendo las suyas.
En el 2003, Granger hizo su última aparición en cine hasta la fecha, en Broadway: The Golden Age, by the Legends Who Were There. En ella, cuenta la historia acerca de dejar Hollywood en la cima de su carrera, comprando su contrato a Samuel Goldwin, y mudándose a Nueva York para trabajar en los escenarios de Broadway.
En el 2007 Granger publica sus memorias, Include Me Out, coescritas con su pareja Robert Calhoun. En el libro, llamado así por uno de los famosos malapropismos de Goldwin, habla libremente de su carrera y vida personal. Calhoun murió de cáncer de pulmón en Nueva York el 24 de mayo de 2008.
Granger murió por causas naturales en su apartamento en Manhattan el 27 de marzo de 2011, a los 85 años de edad.
Por su contribución a la televisión, Granger tiene una estrella en el Paseo de la Fama de Hollywood ubicada en el número 1551 de Vine Street.

## Filmografía

### Apariciones
- The North Star (1943)
- The Purple Heart (1944)
- Los amantes de la noche (1948)
- Rope (1948)
- Enchantment (1948)
- Roseanna McCoy (1949)
- Side Street (1950)
- Our Very Own (1950)
- Edge of Doom (1950)
- Strangers on a Train (1951)
- Behave Yourself! (1951)
- I Want You (1951)
- O. Henry's Full House (1952)
- Hans Christian Andersen (1952)
- The Story of Three Loves (1953)
- Small Town Girl (1953)
- Senso (1954)
- The Naked Street (1955)
- The Girl in the Red Velvet Swing (1955)
- Rogues' Gallery (1968)
- Guerilla Strike Force (1970)
- The Spider Web (1970)
- Lo chiamavano Trinità... (1970)
- The Red Headed Corpse (1971)
- Something Is Crawling in the Dark (1971)
- Amuck (1972)
- Penetration (1972)
- Night Flight from Moscow (1973)
- The Man Called Noon (1973)
- Kill Me, My Love! (1973)
- Arnold (1973)
- Venus (1974)
- Savage City (1974)
- What Have They Done to Your Daughters? (1974)
- The Prowler (1981)
- Death Mask (1984)
- Very Close Quarters (1986)
- The Imagemaker (1986)
- The Whoopee Boys (1986)
- The Next Big Thing (2001)

### Cortometrajes y documentales
- Warner Pathe Newsreel: Cancer Fund Film Notables Attend Glittering Benefits (1951)
- Screen Snapshots: Hollywood Awards (1951)
- The Celluloid Closet (1995)
- Broadway: The Golden Age, by the Legends Who Were There (2003)